# Juan de Pareja

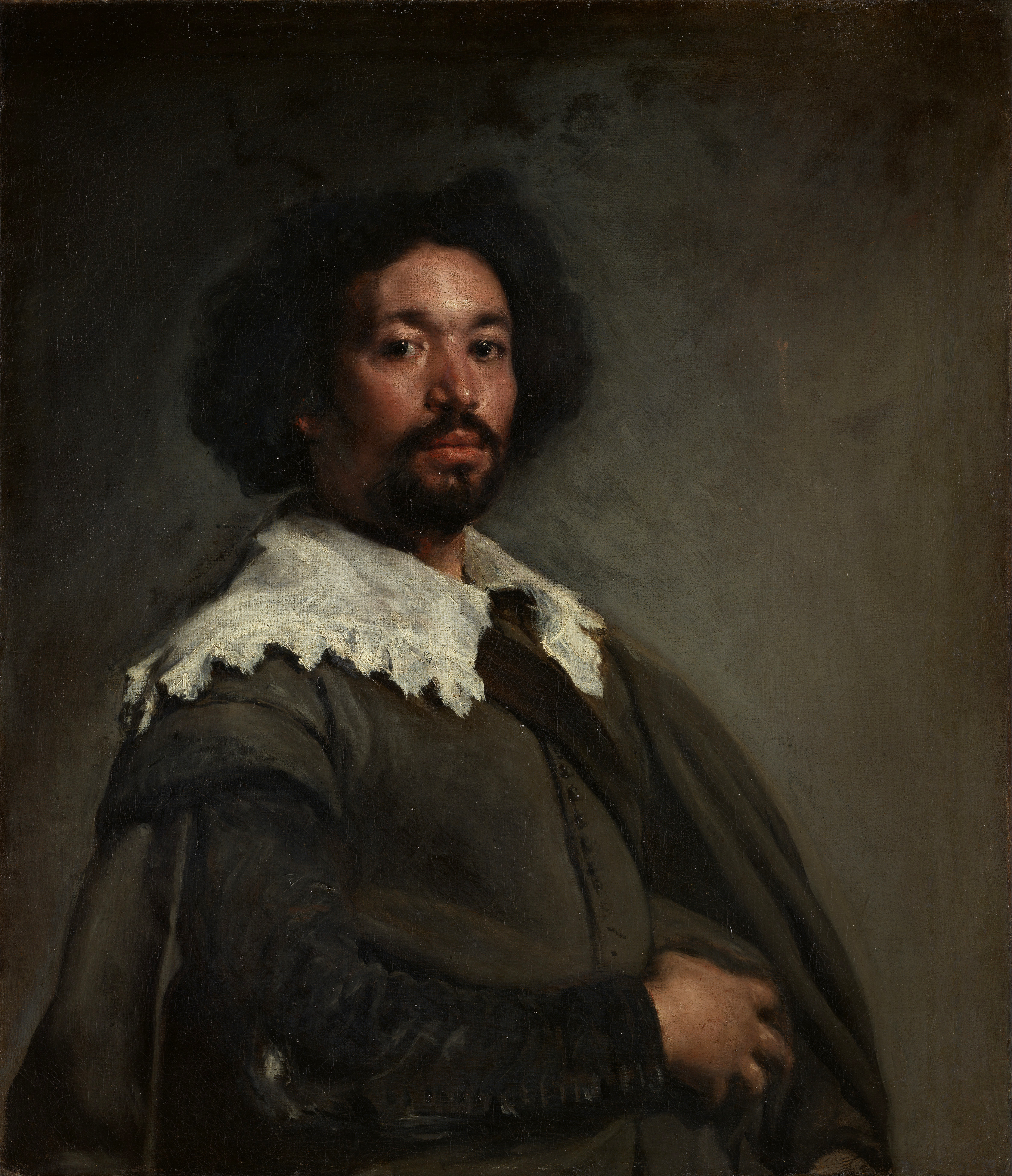
Porträtt av Juan de Pareja av Diego Velázquez, (1650).

Juan de Pareja, född omkring 1606, död 1670, var en spansk konstnär.
Pareja var slav hos Diego Velázquez, och kom därför att kallas "El Esclavo". Velázquez befriade senare Pareja medan de var i Rom under en resa till Italien år 1650.
Pareja utförde flera kopior åt Velázquez, men han ägde även själv kraft och karaktäriseringsförmåga som porträttmålare. Det främsta av hans autentiska arbeten, Matteus kallas till apostel, som även innehåller ett självporträtt av Pareja, målat 1661 och idag på Pradomuseet i Madrid, visar på inflytande från venetianskt och nederländskt måleri.